# 忍者封印伝
『忍者封印伝』は、2008年からgameloftより配信されているコンピュータRPGである。

## 概要
さまざまなクエストを解きながら、復活させたエンノオヅヌを封印する物語。時々に出てくるアイテムで、道具を合成し、武器を作る。有料ダウンロードで追加クエストをプレイすることができる。また、追加クエストでないと、最強の武器は作れない。

## 登場人物
ホムラ
武器は刀。当初は簡単な役目ばかり任されていた。赤い装束が異常に似合わない。
コノハ
ホムラの幼馴染。武器は手裏剣。ミナとともに回復役を担う。
ケイン
西洋の血を引き、髪の色を忌み嫌われ忍者に。武器は爪。
ミナ
ケインの妹。巫女。武器は珠。ゲームの中心人物。
イワト
現金な女好きの山伏。金目当てで仲間になる。武器は錫杖。

## あらすじ
何者かによって役小角が永い眠りから復活。不完全なため、悪の部分のみが復活してしまった。なんとか封印に必要な木の印を守ったものの、後は全て役に取られてしまった。一方、忍者のホムラは、薬草を取りに谷に向かった先で･･････。